# Ljubov' Gurina
Ljubov' Michajlovna Gurina (in russo Любовь Михайловна Гурина?; Matuškino, 6 agosto 1957) è un'ex mezzofondista russa, fino al 1991 sovietica.

## Palmarès
| Anno                                      | Manifestazione  | Sede      | Evento      | Risultato | Prestazione | Note                          |
| ----------------------------------------- | --------------- | --------- | ----------- | --------- | ----------- | ----------------------------- |
| In rappresentanza della Unione Sovietica  |                 |           |             |           |             |                               |
| 1983                                      | Mondiali        | Helsinki  | 800 m piani | Argento   | 1'56"11     |                               |
| 1986                                      | Europei         | Stoccarda | 800 m piani | Bronzo    | 1'57"73     |                               |
| 1987                                      | Mondiali        | Roma      | 800 metri   | Bronzo    | 1'55"56     | Miglior prestazione personale |
| 1988                                      | Giochi olimpici | Seul      | 1500 metri  | Batterie  | 4'08"59     |                               |
| 1990                                      | Europei indoor  | Glasgow   | 800 m piani | Oro       | 2'01"63     |                               |
| 1990                                      | Europei         | Spalato   | 800 m piani | 7ª        | 1'59"59     |                               |
| 1991                                      | Mondiali indoor | Siviglia  | 800 m piani | 4ª        | 2'02"04     |                               |
| In rappresentanza della Squadra Unificata |                 |           |             |           |             |                               |
| 1992                                      | Giochi olimpici | Siviglia  | 800 metri   | 8ª        | 1'58"13     |                               |
| In rappresentanza della Russia            |                 |           |             |           |             |                               |
| 1993                                      | Mondiali        | Stoccarda | 800 metri   | Argento   | 1'57"10     |                               |
| 1994                                      | Europei         | Helsinki  | 800 metri   | Oro       | 1'58"55     |                               |
| 1995                                      | Mondiali        | Göteborg  | 800 metri   | 7ª        | 1'59"16     |                               |